# Amphoe Plaeng Yao
Amphoe Plaeng Yao (in Thai: อำเภอ แปลงยาว) ist ein Landkreis (Amphoe – Verwaltungs-Distrikt) in der Provinz Chachoengsao. Die Provinz Chachoengsao liegt in der Ostregion von Zentralthailand.

## Geographie
Benachbarte Distrikte (von Westen im Uhrzeigersinn): die Amphoe Ban Pho, Bang Khla, Ratchasan, Phanom Sarakham und Sanam Chai Khet der Provinz Chachoengsao sowie die Amphoe Ko Chan, Phanat Nikhom und Phan Thong in der Provinz Chonburi.

## Geschichte
Plaeng Yao wurde am 16. Oktober 1978 zunächst als „Zweigkreis“ (King Amphoe) eingerichtet, indem die drei Tambon Plaeng Yao, Hua Samrong und Wang Kaen vom Amphoe Bang Khla abgetrennt wurden. Am 15. März 1985 wurde Plaeng Yao zum Amphoe heraufgestuft.

## Verwaltung

### Provinzverwaltung
Der Landkreis Plaeng Yao ist in vier Tambon („Unterbezirke“ oder „Gemeinden“) eingeteilt, die sich weiter in 48 Muban („Dörfer“) unterteilen.
| Nr. | Name          | Thai      | Muban | Einw.  |
| --- | ------------- | --------- | ----- | ------ |
| 01. | Plaeng Yao    | แปลงยาว   | 13    | 10.732 |
| 02. | Wang Yen      | วังเย็น     | 11    | 12.638 |
| 03. | Hua Samrong   | หัวสำโรง   | 12    | 10.911 |
| 04. | Nong Mai Kaen | หนองไม้แก่น | 12    | 07.217 |

### Lokalverwaltung
Es gibt vier Kommunen mit „Kleinstadt“-Status (Thesaban Tambon) im Landkreis:
- Thung Sadao (Thai: เทศบาลตำบลทุ่งสะเดา) bestehend aus den Teilen der Tambon Plaeng Yao, Wang Yen.
- Plaeng Yao (Thai: เทศบาลตำบลแปลงยาว) bestehend aus den Teilen der Tambon Plaeng Yao, Wang Yen.
- Hua Samrong (Thai: เทศบาลตำบลหัวสำโรง) bestehend aus Teilen des Tambon Hua Samrong.
- Wang Yen (Thai: เทศบาลตำบลวังเย็น) bestehend aus Teilen des Tambon Wang Yen.

Außerdem gibt es drei „Tambon-Verwaltungsorganisationen“ (องค์การบริหารส่วนตำบล – Tambon Administrative Organizations, TAO)
- Plaeng Yao (Thai: องค์การบริหารส่วนตำบลแปลงยาว) bestehend aus Teilen des Tambon Plaeng Yao.
- Hua Samrong (Thai: องค์การบริหารส่วนตำบลหัวสำโรง) bestehend aus Teilen des Tambon Hua Samrong.
- Nong Mai Kaen (Thai: องค์การบริหารส่วนตำบลหนองไม้แก่น) bestehend aus dem kompletten Tambon Nong Mai Kaen.